# 懷德灣 (澳大利亞國會選區)
懷德灣選區（英語：Division of Wide Bay），是澳大利亞昆士蘭州的下議院選區，位於該州東南部，包括弗雷澤島，以金皮、馬里博勒等主要城市。面積14,573平方公里。
選區始於1901年，是七十五個原始國會選區之一。名字指的是探險家詹姆斯·庫克在1770年5月18日所發現海灣的周圍陸地。長期是國家黨的安全選區。2010年當任議員、國家黨的沃倫·特拉斯以昆士蘭自由國家黨名義參選，成功連任。